# Son ar chistr
Son ar chistr (Bretonisch ‚Lied vom Cidre‘) ist ein Volkslied der Bretagne. Es wurde 1929 von Jean Bernard und Jean-Marie Prima aus dem Département Morbihan komponiert.
Es wurde zunächst immer wieder von verschiedenen bretonischen Interpreten aufgeführt. Zum ersten Mal veröffentlicht wurde es 1951 von Polig Monjarret. Europaweit bekannt wurde die Version des Harfenisten Alan Stivell 1970.
Es folgten zwei Aufnahmen der niederländischen Gruppe Bots Zeven dagen lang (1976) und Sieben Tage lang (1980), die in Deutschland sehr populär wurde. Diese Version wurde ebenfalls viele Male gecovert, unter anderem in der Version der Höhner aus dem Jahr 1995, Was wollen wir trinken.

## Weitere Coverversionen (Auswahl)
- Oktoberklub: Was wollen wir trinken? (1977)
- Angelo Branduardi: Gulliver (1975/1980)
- Scooter: Remix in How Much Is the Fish? (1998)
- Blackmore’s Night: All for One (2003)
- K.I.Z: Remix in Was kostet der Fisch (2008)[5]
- Mickie Krause: Jan Pillemann Otze (2009)
- Eluveitie: Lvgvs (2017)
- Gwennyn: auf dem Album Avalon (2017)[6]
- dArtagnan: auf dem Album Verehrt & Verdammt (2018)[7]
- Sefa: Wat Zullen we Drinken (2018)
- Marc Korn & Jaycee Madoxx: Miracle (2019)[8][9]
- Dimitri Vegas & Like Mike: The Chase (2020)